# Кантоне Чиза (Мантова)
Кантоне Чиза је насеље у Италији у округу Мантова, региону Ломбардија.
Према процени из 2011. у насељу је живело 30 становника. Насеље се налази на надморској висини од 19 м.